# 75/27 Mod. 1906
Il cannone da 75/27 Mod. 1906 fu un pezzo utilizzato dal Regio Esercito nella prima e nella seconda guerra mondiale. L'uso prevalente fu come artiglieria da campagna, anche se esistono esempi di utilizzo in funzione contraerei su installazioni di fortuna. Il pezzo, nonostante la notevole produzione, non fu mai considerato soddisfacente, tanto che già nel 1911 fu messo allo studio un suo sostituto.

## Le origini
Il cannone da campagna standard per il Regio Esercito all'inizio del XX secolo era il 75A ad affusto rigido che era già superato dai modelli successivi.
Considerando la situazione delle artiglierie europee, nel 1902 lo Stato Maggiore decise di adottare un cannone pari calibro con organi elastici per l'assorbimento del rinculo. Dopo una serie di sperimentazioni fu deciso di utilizzare il modello Krupp da 75 mm a tiro rapido, che quattro anni dopo fu omologato come cannone da 75/27, a cui fu successivamente aggiunta l'indicazione Mod. 1906 per distinguerlo dal 75/27 Mod. 1911. L'ordine iniziale, emesso nel 1907, prevedeva la fornitura da parte della Krupp di pezzi sufficienti ad armare 48 batterie (39 da campagna e 9 a cavallo) più la fornitura di parti per la costruzione di pezzi sufficienti ad altre 68 batterie, da costruire presso gli arsenali di Torino e di Napoli, in totale all'inizio della prima guerra mondiale erano disponibili 1005 pezzi. La produzione fu interrotta nel 1912 in favore del 75/27 Mod. 1911 derivato dal 75 mm Deport, riprese negli stabilimenti dell'Ansaldo e dell'Armstrong-Pozzuoli durante la Grande Guerra.

## La tecnica
Il pezzo era su un affusto ruotato, con ruote in legno a razze, che ne limitavano fortemente la possibilità di traino meccanico. Questa, per tutta la vita operativa del pezzo, rimase la maggiore pecca di un pezzo che, altrimenti, avrebbe potuto rappresentare una soluzione accettabile per le artiglierie di accompagnamento della fanteria. Per ovviare a questa limitazione, negli anni quaranta i pezzi destinati ad operare in Africa settentrionale furono dotati di ruote in elektron con pneumatici pieni "celeflex".
La canna era su due pezzi, anima e manicotto, collegata alla culla da due guide a zampa. La rigatura, progressiva nella prima serie prodotta, divenne elicoidale con passo di 30 calibri. L'otturatore era a cuneo a scorrimento orizzontale. Il percussore era spinto da una molla a spirale ed era posto in un apposito alloggiamento all'interno dell'otturatore.
L'affusto era a coda unica a rinculo costante lungo. Sull'affusto inferiore era collegato un affustino o porta culla a cui, a sua volta era collegata la culla. All'affusto inferiore era collegato l'assale, che portava due ruote in legno a 12 razze con cerchione metallico ed i sedili per i serventi nel caso di traino animale. Superiormente era fissato lo scudo di protezione per i serventi, formato da due elementi (dei quali il superiore ripiegabile) in acciaio dello spessore di 4 mm. Sull'affusto erano presenti i congegni frenanti ed era fissato un vomere per l'ancoraggio al terreno.
La culla, collegata all'affustino, tramite un perno per l'orientamento in brandeggio, era formata da una cassa di lamiera a sezione quadrata con superiormente le lisce per lo scorrimento della bocca da fuoco. All'interno della culla erano fissati il freno di sparo idraulico ed il recuperatore a 4 molle. Tra l'affusto inferiore e l'affustino era inserito il meccanismo di direzione, che veniva operato tramite un volantino che agiva su una chiocciola.
I congegni di mira potevano essere o diretti (cannocchiale panoramico 75/27) o indiretti (alzo 75/27 Mod. 06). Erano inoltre previsti direttamente sul pezzo un mirino ed una tacca di mira saldati direttamente alla volata ed alla culatta.
Il traino avveniva tramite un tiro di tre pariglie di cavalli, agganciando il pezzo ad un avantreno con cassone da 32 cartocci-proietti; altrimenti il pezzo poteva essere trasportato sul cassone di un camion pesante Lancia munito di verricello. In montagna il pezzo poteva essere scomposto in due carichi per il traino animale, uno comprendente bocca da fuoco e scudo (760 kg) e l'altro comprendente affusto e culla (500 kg).

## L'impiego

### Guerra italo-turca e prima guerra mondiale
Il primo impiego del pezzo avvenne in occasione della guerra italo-turca, in particolare è citata la presenza di questi cannoni a Tripoli in occasione della battaglia di Sciara Sciat, comunque non viene citato nessun rapporto sull'operatività di queste artiglierie.
- granata caricata a tritolo o schneiderite
- shrapnel caricato con 360 pallette da 9 g o 260 da 12 g
- granata con spoletta a percussione Schneider (costruzione francese)
- granata dirompente per tiro contraerei
- granata chimica con 400 g di liquido lacrimogeno o gas asfissiante o miscela nebbiogena
- granata inerte (per esercitazione)

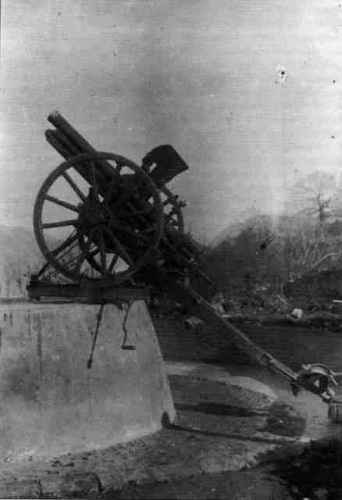
Un Mod. 1906 nel classico assetto in postazione antiaerea: l'alzo di tiro veniva aumentato posizionando l'affusto su un supporto circolare in cemento; la coda d'affusto poggiava su una piattaforma anch'essa circolare, lungo la quale era di solito incisa una scala angolare numerata.

Allo scoppio della prima guerra mondiale la produzione era stata interrotta, essendo già in corso la sostituzione del pezzo con il 75/27 Mod. 1911, tuttavia, avendo constatato le gravi mancanze in termini di artiglierie, la produzione venne ripresa nel 1916 da parte dell'Ansaldo Armstrong (Pozzuoli), che allestì altre 2400 bocche da fuoco, terminando la produzione nel 1919. Nel corso della guerra furono effettuati tentativi, che tuttavia non portarono a soluzioni pratiche,  per adattare i pezzi al traino meccanico, data la scarsità dei cavalli disponibili per gli usi dell'esercito. Nel corso della ritirata di Caporetto un certo numero di pezzi, data l'incapacità di muoversi, fu persa e catturata dagli austriaci, 78 di questi furono recuperati dopo Vittorio Veneto. Nel 1918 erano ancora disponibili 1451 pezzi, in previsione dell'offensiva finale, furono approntati due reggimenti su 75/27 Mod. 1906 autocarreggiati, cioè con i pezzi trasportati sui pianali di autocarri e scaricati a terra prima del tiro. Il cannone si rivelò un'arma robusta ed affidabile, confrontabile per caratteristiche balistiche con l'8 cm austriaco, tuttavia, nel 1917, con l'introduzione del 7,7 cm FK 16 tedesco, fu surclassato come gittata (la gittata del pezzo tedesco era di 10300 m).
Nel corso della guerra alcuni pezzi furono montati su basamenti di cemento con sottoaffusti in legno, per permettere un alzo abbastanza prossimo a 90°, impegnando così gli aerei nemici. In questi casi veniva utilizzata, oltre ai normali proiettili shrapnel,  un'apposita granata con spoletta a tempo ed un nucleo interno in ghisa, caricata a tritolo.
All'inizio della guerra era previsto l'utilizzo di una carica di lancio unica, ma fu chiaro abbastanza presto dall'esperienza operativa che la carica di lancio utilizzata portava ad un logoramento eccessivo dell'anima della canna. e che la carica di lancio unica in ambiente montuoso dava al proiettile una traiettoria eccessivamente tesa. Per questo motivo già nel 1915 fu inserita fra la granata e la carica una rosetta ritardante (non utilizzata per gli shrapnel), per aumentare la curvatura della traiettoria, a discapito della precisione del tiro. Dopo questa soluzione di ripiego furono prodotti proiettili nel cui bossolo(sempre collegato permanentemente col proiettile), invece della carica massima, potevano essere inserite o una carica normale o una carica ridotta. Con la carica normale la velocità alla bocca era ridotta a 460 m/s, la carica massima fu autorizzata unicamente per il tiro contraerei, mentre per il tiro terrestre era obbligatorio utilizzare la carica normale, che dava una gittata massima di 8000 m. La carica ridotta, con velocità alla bocca di 260 m/s, era utilizzata a discrezione del comando di batteria quando era necessario avere traiettorie fortemente curve. Successivamente alla fine della guerra furono prodotte munizioni con bossolo separato e carica di lancio variabile.
Prima della guerra il 7,5 cm Krupp, quasi identico al pezzo italiano, era stato venduto, oltre che all'esercito tedesco, a Belgio, Paesi Bassi, Turchia, Svezia, Danimarca, Romania, Svizzera.

### L'impiego fra le due guerre mondiali

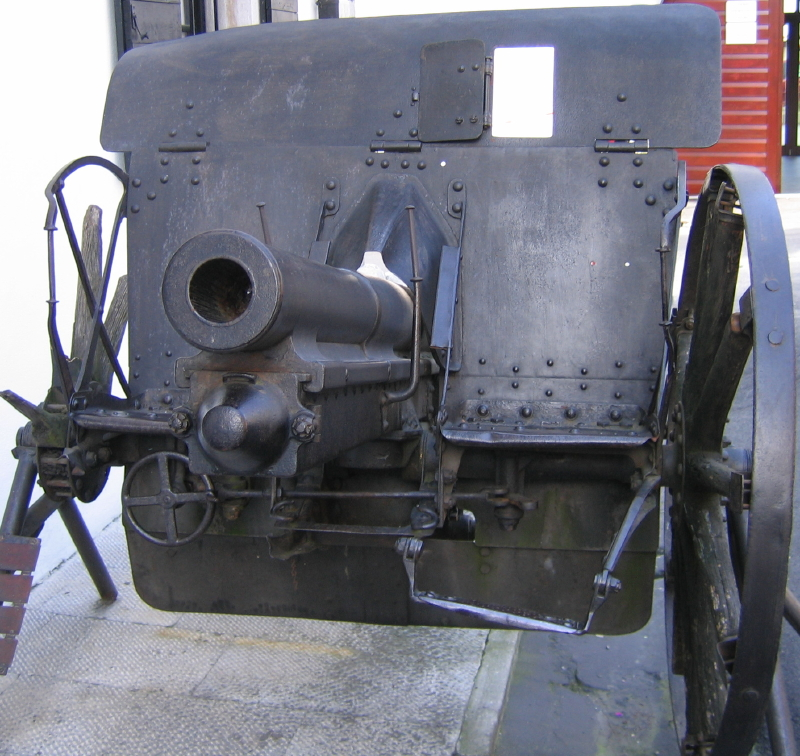
Un Mod. 1906 nel museo di Caporetto.

Dopo la prima guerra mondiale il cannone venne progressivamente declassato a compiti di seconda linea, assegnato a compiti statici, alla GAF o a unità coloniali.
Partecipò alla campagna di rioccupazione della Libia ed alla Guerra civile spagnola (330 pezzi fra quelli ceduti ai nazionalisti e quelli del CTV) ed alla campagna di Etiopia.
Alcuni pezzi furono ceduti all'Albania e 36 batterie alla Polonia che le impiegò nella guerra del 1920 contro l'Unione Sovietica.
I cannoni da 75 mm di calibro, nel periodo fra le due guerre, diventarono completamente obsoleti per l'uso come artiglieria da campagna, a causa della scarsa efficacia (dovuta al calibro limitato) delle granate sparate da essi, all'inizio della seconda guerra mondiale l'unica nazione che aveva ancora in linea artiglierie da campagna di tale calibro era l'Unione Sovietica, che aveva il cannone 76,2 mm M1936, utilizzato sia come artiglieria da campagna sia in funzione controcarri.

### L'impiego nella seconda guerra mondiale
I cannoni da 75/27 Mod. 1906 ancora in servizio all'inizio della seconda guerra mondiale erano circa 1.700, assegnati (insieme ai cannoni 75/27 Mod. 1911) alle divisioni di fanteria o autostrasportate (2 gruppi su 24 pezzi), motorizzate (16 pezzi) , corazzate (24 pezzi) e della milizia (2 gruppi). Questa distribuzione capillare portò questo pezzo ad essere il più impiegato, insieme al Modello 1911, dall'artiglieria del Regio Esercito nella seconda guerra mondiale: infatti sia l'obice da 75/18 nei modelli 34 e 35 che il cannone 75/32 modello 37 non entrarono in produzione che a guerra già avanzata.
I cannoni 75/27 Mod. 1906 furono utilizzati principalmente nel teatro nordafricano, considerando la loro robustezza e rusticità, mentre i 75/27 Mod. 1911 furono utilizzati maggiormente sul fronte russo. Oltre che in Nord Africa questi cannoni furono utilizzati su tutti i fronti, tranne in AOI. Tuttavia i 75/27 in Africa furono sempre surclassati dai 25 libbre britannici, che li superavano sia in gittata sia in potenza della granata ed inoltre erano in grado di brandeggiare per 360°  senza cambiare posizione. Nonostante i pareri non sempre favorevoli a tale uso il cannone 75/27 spesso fu usato in Africa in capisaldi avanzati per azioni di fuoco a puntamento diretto contro carri, data la mancanza di armi controcarro maggiormente idonee. Per questo uso vennero introdotti in servizio proiettili a carica cava (EP ed EPS). Nel 1943 venne omologata una piattaforma circolare su cui poteva essere posto il pezzo per permettere un brandeggio a 360° senza disinterrare i vomeri, questa piattaforma aveva un peso di 130 kg e richiedeva circa 2 min per la messa in batteria.
| Penetrazione per il cannone 75/27 Mod. 06 |                    |                    |
| Distanza (m)                              | Impatto a 90° (mm) | Impatto a 60° (mm) |
| 500                                       | 50                 | 45                 |
| 1000                                      | 45                 | 35                 |

Questo cannone poteva impegnare formazioni di mezzi corazzati ad una distanza massima di circa 700 m, invece per impegnare il singolo mezzo era opportuno trattenere il tiro fino ad una distanza di 300-400 m, quando il tempo di volo del proiettile si riduceva a circa 0,6 s.
Ancora nella seconda guerra mondiale il pezzo fu usato in funzione contraerei, su installazioni di circostanza, presumibilmente con scarsi risultati, anche se non ne esiste una documentazione precisa.
In Africa nel maggio 1941 erano disponibili 75 pezzi (di cui 6 ancora con ruote in legno), saliti a 263 nell'ottobre dello stesso anno, ma, dopo l'operazione Crusader, i pezzi erano nuovamente scesi a 96 (divisioni Trieste, Giovani Fascisti, Pistoia, La Spezia, Centauro e Raggruppamento sahariano "Mannerini"). Su tutti i fronti nell'aprile 1942 erano ancora disponibili 2106 pezzi fra Mod. 1906 e Mod. 1911, in gran parte trasferiti alla difesa statica (costiera e antisbarco). Oltre ai pezzi di produzione nazionale furono utilizzati 38 pezzi da 75 mm Mle 1905 TR di preda bellica belga (7,5 cm FK 235(b)) e alcuni pezzi 7-veld di costruzione olandese (7,5 cm FK 243(h)), ceduti dai tedeschi. Dopo l'8 settembre 1943 i pezzi furono impiegati dall'Esercito Nazionale Repubblicano della RSI in parte (non se ne sa il numero esatto, ma certamente abbastanza elevato) riutilizzati dai tedeschi con la designazione 7,5 cm FK 237(i).

## Derivati
Dal Mod. 1906 furono ricavati un cannone per l'artiglieria a cavallo e due cannoni contraerei. Per l'artiglieria a cavallo fu sviluppato una apposita versione alleggerita denominata 75/27 Mod. 1912. Nel 1916 la Ansaldo, installando la bocca da fuoco e la slitta del Mod. 1906 su un affusto a candeliere, ottenne il 75/27 A.V. (Anti-Velivolo). L'anno successivo invece l'Arsenale Regio Esercito di Napoli (AREN), modificando più pesantemente il pezzo, soprattutto negli organi elastici, mise in produzione il 75/27 C.K. (Commissione Krupp), anch'esso su affusto a candeliere. Entrambi i pezzi, seppur ormai obsoleti, furono impiegati durante la seconda guerra mondiale nella difesa del territorio metropolitano.